# Auf der Jagd nach dem Juwel vom Nil
Auf der Jagd nach dem Juwel vom Nil ist eine US-amerikanische Abenteuerkomödie und die Fortsetzung von Auf der Jagd nach dem grünen Diamanten. Während die Hauptdarsteller Michael Douglas, Danny DeVito und Kathleen Turner zurückkehrten, übernahm nun Lewis Teague die Regie. Der US-Kinostart war am 11. Dezember 1985, der deutsche folgte am 13. März 1986.

## Handlung
Nach ihrem Abenteuer in Kolumbien sind Schriftstellerin Joan Wilder und ihr Freund, der Abenteurer Jack Colton, mit ihrer Jacht Angelina ein halbes Jahr lang um die Welt gesegelt. Während Jack die Erfüllung seines Lebenstraums genießt, sehnt sich Joan nach ihrem Zuhause und nach einer ernsthafteren Beziehung. Als die Einladung des nordafrikanischen Staatsmanns Omar, seine Biografie zu schreiben, ihr eine Abwechslung verspricht, zögert sie nicht lange. Sie und Jack gehen vorerst getrennte Wege, aber als dieser seinen alten Gegner Ralph wiedertrifft und kurz darauf die Angelina von Omars Lakaien gesprengt wird, folgt er Joan nach Afrika. Ralph folgt ihm, da er von dem geheimnisvollen „Juwel vom Nil“ gehört hat, das Omar gestohlen haben soll.
Joan braucht derweil nicht lange, um festzustellen, dass Omar ein machthungriger Diktator ist, der sich durch eine mit Spezialeffekten aufgemotzte religiöse Zeremonie zum göttlichen Erlöser seines Volkes stilisieren will. Beim Versuch, Beweise für seine militärischen Eroberungspläne zu sammeln, wird sie erwischt und eingekerkert. So lernt sie den inhaftierten Kleriker Al-Julhara kennen, der sich als „das Juwel vom Nil“ entpuppt, ein Heiliger, der das Volk erlösen soll. Die beiden können gemeinsam fliehen und treffen schon bald auf Jack und Ralph. Das „Juwel vom Nil“ ist letztlich nur ein religiöser Titel, was Joan aber erstmal für sich behält, während Jack weiter einen Edelstein sucht. In einer explosiven Verfolgungsjagd fliehen sie aus der Stadt in die Wüste.
Nach einer langen Reise durch felsiges Ödland, zahllosen Streitereien und einer Teilnahme an einem nubischen Hochzeitsfest erreichen sie schließlich einen Zug, mit dem sie zu der religiösen Zeremonie nach Kadir reisen wollen. Omar fängt sie jedoch ab und will Jack und Joan in einer bizarren Falle sterben lassen: In einer finsteren Katakombe lässt der Machtbesessene das Paar an den Händen gefesselt über einem tiefen Loch aufhängen. Dabei frisst sich Säure aus einem Fass langsam durch das Seil, an dem Joan hängt. Am mit Ziegenblut eingeriebenen Seil von Jack dagegen nagen Ratten. Jack nennt Omar dafür einen Psychopathen, nur um zu erfahren, dass die Idee für die Falle aus einem von Joans Büchern stammt.
In letzter Sekunde kann der eintreffende Ralph die beiden retten, als er versehentlich eine Leiter über die Grube stößt, die das stürzende Paar auffängt. Mit dem „Juwel“ und seinen Anhängern können sie die Zeremonie unterbrechen und Omar als Hochstapler entlarven. Dieser versucht daraufhin abermals, sie zu töten, stürzt aber am Ende selbst in die Flammen. Jack und Joan werden vom „Juwel“ vermählt und setzen ihre Segeltour um die Welt fort.

## Entstehung
| Figur          | Darsteller       | Deutscher Sprecher |
| -------------- | ---------------- | ------------------ |
| Jack T. Colton | Michael Douglas  | Volker Brandt      |
| Joan Wilder    | Kathleen Turner  | Traudel Haas       |
| Ralph          | Danny DeVito     | Gerd Duwner        |
| Omar           | Spiros Focás     | Claus Wilcke       |
| Al-Julhara     | Avner Eisenberg  | Reinhard Kuhnert   |
| Tarak          | Paul David Magid | Lutz Riedel        |
| Raschid        | Hamid Fillali    | Helmut Krauss      |
| Rock Promoter  | Daniel Peacock   | Joachim Tennstedt  |
| Gloria         | Holland Taylor   | Bettina Schön      |

In Nebenrollen treten Avner Eisenberg – bekannt als Zauberer Avner, der Ekzentrische – und die Jongleurtruppe Fliegende Karamazov Brüder auf. Die Kostüme für Kathleen Turner entwarf der italienische Modeschöpfer Nino Cerruti. Die deutsche Synchronisation entstand im Auftrag der Berliner Synchron, für die Dialogregie und das deutsche Dialogbuch war Lutz Riedel verantwortlich.
Billy Oceans Lied When the Going Gets Tough, the Tough Get Going spielt über dem Abspann und wurde ein weltweiter Hit. Kathleen Turner, Danny DeVito und Michael Douglas treten im Musikvideo als Background-Sänger auf.

## Kritiken
Das Presseecho zu Auf der Jagd nach dem Juwel vom Nil war nicht so positiv wie das zum ersten Teil, was sich auch in den Auswertungen US-amerikanischer Aggregatoren widerspiegelt. So erfasst Rotten Tomatoes ähnlich viele wohlwollende wie kritische Besprechungen und ordnet den Film dementsprechend als „Gammelig“ ein. Laut Metacritic fallen die Bewertungen im Mittel „Durchwachsen oder Durchschnittlich“ aus. Viele vermissten die Originalität und Witz des Vorgängers, außerdem wurden zahlreiche Logikfehler bemängelt. Andere fanden den Film dagegen zu wenig eigenständig.
Roger Ebert verwies in der Chicago Sun-Times vom 11. Dezember 1985 darauf, dass Kathleen Turner nur aufgrund ihrer vertraglichen Verpflichtungen mitspielte. Er verglich das Paar Turner und Douglas mit dem Filmpaar Diane Keaton und Woody Allen, den Film verglich er mit Indiana Jones – Jäger des verlorenen Schatzes, aus dem zumindest eine Szene entliehen sein soll.

„Tempo- und aktionsreich, mit sympathischen Darstellern, aber ohne die Leichtigkeit und selbstironische Note des Vorgängers.“